# Tour of the Alps 2023
Tour of the Alps 2023 var den 46. udgave af det italienske etapeløb Tour of the Alps. Cykelløbets fem etaper havde en samlet distance på 752,6 km, og blev kørt fra 17. april med start i Rattenberg til 21. april 2023 hvor der var mål i Bruneck. Løbet var en del af UCI ProSeries 2023.
Efter at have vundet løbets første to etaper og været i førertrøjen igennem samtlige etaper, blev Tao Geoghegan Hart fra Ineos Grenadiers den samlede vinder af løbet.

## Etaperne
| Etape    | Dato     | Start – Mål                  | type              | Afstand (km) | Elevation (m) | Etapevinder        | Førende rytter     |
| -------- | -------- | ---------------------------- | ----------------- | ------------ | ------------- | ------------------ | ------------------ |
| 1. etape | 17. apr. | Rattenberg – Alpbach         | middel bjergetape | 127,5        | 2.573 m       | Tao Geoghegan Hart | Tao Geoghegan Hart |
| 2. etape | 18. apr. | Reith im Alpbachtal – Ritten | middel bjergetape | 165,2        | 2.882 m       | Tao Geoghegan Hart | Tao Geoghegan Hart |
| 3. etape | 19. apr. | Ritten – Brentonico          | bjergetape        | 162,5        | 2.793 m       | Lennard Kämna      | Tao Geoghegan Hart |
| 4. etape | 20. apr. | Rovereto – Predazzo          | bjergetape        | 152,9        | 4.011 m       | Gregor Mühlberger  | Tao Geoghegan Hart |
| 5. etape | 21. apr. | Cavalese – Bruneck           | middel bjergetape | 144,5        | 2.933 m       | Simon Carr         | Tao Geoghegan Hart |

### 1. etape
| Rattenberg - Alpbach | middel bjergetape | (127,5 km) |

| \| Etaperesultat \| Etaperesultat \| Etaperesultat \| Etaperesultat \| Etaperesultat \| \| Rytter \| Rytter \| Hold \| Tid \| \| \| ------------- \| ------------------ \| --------------------- \| ------------- \| ------------- \| \| 1. \| Tao Geoghegan Hart \| Ineos Grenadiers \| 3t 18' 00" \| \| \| 2. \| Felix Gall \| AG2R Citroën Team \| + 2" \| \| \| 3. \| Hugh Carthy \| EF Education-EasyPost \| + 4" \| \| \| 4. \| Iván Sosa \| Movistar Team \| + 6" \| \| \| 5. \| Aleksandr Vlasov \| Bora-Hansgrohe \| + 6" \| \| \| 6. \| Pavel Sivakov \| Ineos Grenadiers \| + 6" \| \| \| 7. \| Lorenzo Fortunato \| Eolo-Kometa \| + 10" \| \| \| 8. \| Lennard Kämna \| Bora-Hansgrohe \| + 10" \| \| \| 9. \| Santiago Buitrago \| Bahrain Victorious \| + 10" \| \| \| 10. \| Jack Haig \| Bahrain Victorious \| + 14" \| \| |                    |                       |            |
| |                    |                       |            |
| Kilde: ProCyclingStats |                    |                       |            |
| Etaperesultat |                    |                       |            |
| Rytter | Rytter             | Hold                  | Tid        |
| 1. | Tao Geoghegan Hart | Ineos Grenadiers      | 3t 18' 00" |
| 2. | Felix Gall         | AG2R Citroën Team     | + 2"       |
| 3. | Hugh Carthy        | EF Education-EasyPost | + 4"       |
| 4. | Iván Sosa          | Movistar Team         | + 6"       |
| 5. | Aleksandr Vlasov   | Bora-Hansgrohe        | + 6"       |
| 6. | Pavel Sivakov      | Ineos Grenadiers      | + 6"       |
| 7. | Lorenzo Fortunato  | Eolo-Kometa           | + 10"      |
| 8. | Lennard Kämna      | Bora-Hansgrohe        | + 10"      |
| 9. | Santiago Buitrago  | Bahrain Victorious    | + 10"      |
| 10. | Jack Haig          | Bahrain Victorious    | + 14"      |

| \| Samlede stilling \| Samlede stilling \| Samlede stilling \| Samlede stilling \| Samlede stilling \| \| Rytter \| Rytter \| Hold \| Tid \| \| \| ---------------- \| ------------------ \| --------------------- \| ---------------- \| ---------------- \| \| 1. \| Tao Geoghegan Hart \| Ineos Grenadiers \| 3t 17' 50" \| \| \| 2. \| Felix Gall \| AG2R Citroën Team \| + 6" \| \| \| 3. \| Hugh Carthy \| EF Education-EasyPost \| + 10" \| \| \| 4. \| Iván Sosa \| Movistar Team \| + 16" \| \| \| 5. \| Aleksandr Vlasov \| Bora-Hansgrohe \| + 16" \| \| \| 6. \| Pavel Sivakov \| Ineos Grenadiers \| + 16" \| \| \| 7. \| Lorenzo Fortunato \| Eolo-Kometa \| + 20" \| \| \| 8. \| Lennard Kämna \| Bora-Hansgrohe \| + 20" \| \| \| 9. \| Santiago Buitrago \| Bahrain Victorious \| + 20" \| \| \| 10. \| Jack Haig \| Bahrain Victorious \| + 24" \| \| |                    |                       |            |
| |                    |                       |            |
| Kilde: ProCyclingStats |                    |                       |            |
| Samlede stilling |                    |                       |            |
| Rytter | Rytter             | Hold                  | Tid        |
| 1. | Tao Geoghegan Hart | Ineos Grenadiers      | 3t 17' 50" |
| 2. | Felix Gall         | AG2R Citroën Team     | + 6"       |
| 3. | Hugh Carthy        | EF Education-EasyPost | + 10"      |
| 4. | Iván Sosa          | Movistar Team         | + 16"      |
| 5. | Aleksandr Vlasov   | Bora-Hansgrohe        | + 16"      |
| 6. | Pavel Sivakov      | Ineos Grenadiers      | + 16"      |
| 7. | Lorenzo Fortunato  | Eolo-Kometa           | + 20"      |
| 8. | Lennard Kämna      | Bora-Hansgrohe        | + 20"      |
| 9. | Santiago Buitrago  | Bahrain Victorious    | + 20"      |
| 10. | Jack Haig          | Bahrain Victorious    | + 24"      |

### 2. etape
| Reith im Alpbachtal - Ritten | middel bjergetape | (165,2 km) |

| \| Etaperesultat \| Etaperesultat \| Etaperesultat \| Etaperesultat \| Etaperesultat \| \| Rytter \| Rytter \| Hold \| Tid \| \| \| ------------- \| -------------------------- \| --------------------- \| ------------- \| ------------- \| \| 1. \| Tao Geoghegan Hart \| Ineos Grenadiers \| 3t 57' 42" \| \| \| 2. \| Jack Haig \| Bahrain Victorious \| + 0" \| \| \| 3. \| Santiago Buitrago \| Bahrain Victorious \| + 2" \| \| \| 4. \| Pavel Sivakov \| Ineos Grenadiers \| + 2" \| \| \| 5. \| Lorenzo Fortunato \| Eolo-Kometa \| + 2" \| \| \| 6. \| Hugh Carthy \| EF Education-EasyPost \| + 2" \| \| \| 7. \| Iván Sosa \| Movistar Team \| + 2" \| \| \| 8. \| Jefferson Alexander Cepeda \| EF Education-EasyPost \| + 2" \| \| \| 9. \| Aurélien Paret-Peintre \| AG2R Citroën Team \| + 29" \| \| \| 10. \| Lennard Kämna \| Bora-Hansgrohe \| + 29" \| \| |                            |                       |            |
| |                            |                       |            |
| Kilde: ProCyclingStats |                            |                       |            |
| Etaperesultat |                            |                       |            |
| Rytter | Rytter                     | Hold                  | Tid        |
| 1. | Tao Geoghegan Hart         | Ineos Grenadiers      | 3t 57' 42" |
| 2. | Jack Haig                  | Bahrain Victorious    | + 0"       |
| 3. | Santiago Buitrago          | Bahrain Victorious    | + 2"       |
| 4. | Pavel Sivakov              | Ineos Grenadiers      | + 2"       |
| 5. | Lorenzo Fortunato          | Eolo-Kometa           | + 2"       |
| 6. | Hugh Carthy                | EF Education-EasyPost | + 2"       |
| 7. | Iván Sosa                  | Movistar Team         | + 2"       |
| 8. | Jefferson Alexander Cepeda | EF Education-EasyPost | + 2"       |
| 9. | Aurélien Paret-Peintre     | AG2R Citroën Team     | + 29"      |
| 10. | Lennard Kämna              | Bora-Hansgrohe        | + 29"      |

| \| Samlede stilling \| Samlede stilling \| Samlede stilling \| Samlede stilling \| Samlede stilling \| \| Rytter \| Rytter \| Hold \| Tid \| \| \| ---------------- \| -------------------------- \| --------------------- \| ---------------- \| ---------------- \| \| 1. \| Tao Geoghegan Hart \| Ineos Grenadiers \| 7t 15' 22" \| \| \| 2. \| Felix Gall \| AG2R Citroën Team \| + 16" \| \| \| 3. \| Hugh Carthy \| EF Education-EasyPost \| + 22" \| \| \| 4. \| Pavel Sivakov \| Ineos Grenadiers \| + 28" \| \| \| 5. \| Iván Sosa \| Movistar Team \| + 28" \| \| \| 6. \| Jack Haig \| Bahrain Victorious \| + 28" \| \| \| 7. \| Santiago Buitrago \| Bahrain Victorious \| + 30" \| \| \| 8. \| Lorenzo Fortunato \| Eolo-Kometa \| + 32" \| \| \| 9. \| Jefferson Alexander Cepeda \| EF Education-EasyPost \| + 40" \| \| \| 10. \| Aleksandr Vlasov \| Bora-Hansgrohe \| + 55" \| \| |                            |                       |            |
| |                            |                       |            |
| Kilde: ProCyclingStats |                            |                       |            |
| Samlede stilling |                            |                       |            |
| Rytter | Rytter                     | Hold                  | Tid        |
| 1. | Tao Geoghegan Hart         | Ineos Grenadiers      | 7t 15' 22" |
| 2. | Felix Gall                 | AG2R Citroën Team     | + 16"      |
| 3. | Hugh Carthy                | EF Education-EasyPost | + 22"      |
| 4. | Pavel Sivakov              | Ineos Grenadiers      | + 28"      |
| 5. | Iván Sosa                  | Movistar Team         | + 28"      |
| 6. | Jack Haig                  | Bahrain Victorious    | + 28"      |
| 7. | Santiago Buitrago          | Bahrain Victorious    | + 30"      |
| 8. | Lorenzo Fortunato          | Eolo-Kometa           | + 32"      |
| 9. | Jefferson Alexander Cepeda | EF Education-EasyPost | + 40"      |
| 10. | Aleksandr Vlasov           | Bora-Hansgrohe        | + 55"      |

### 3. etape
| Ritten - Brentonico | bjergetape | (162,5 km) |

| \| Etaperesultat \| Etaperesultat \| Etaperesultat \| Etaperesultat \| Etaperesultat \| \| Rytter \| Rytter \| Hold \| Tid \| \| \| ------------- \| -------------------------- \| --------------------- \| ------------- \| ------------- \| \| 1. \| Lennard Kämna \| Bora-Hansgrohe \| 4t 06' 13" \| \| \| 2. \| Aleksandr Vlasov \| Bora-Hansgrohe \| + 4" \| \| \| 3. \| Jefferson Alexander Cepeda \| EF Education-EasyPost \| + 4" \| \| \| 4. \| Tao Geoghegan Hart \| Ineos Grenadiers \| + 4" \| \| \| 5. \| Jack Haig \| Bahrain Victorious \| + 4" \| \| \| 6. \| Hugh Carthy \| EF Education-EasyPost \| + 4" \| \| \| 7. \| Lorenzo Fortunato \| Eolo-Kometa \| + 10" \| \| \| 8. \| Matthew Riccitello \| Israel-Premier Tech \| + 32" \| \| \| 9. \| Max Poole \| Team DSM \| + 32" \| \| \| 10. \| Pavel Sivakov \| Ineos Grenadiers \| + 32" \| \| |                            |                       |            |
| |                            |                       |            |
| Kilde: ProCyclingStats |                            |                       |            |
| Etaperesultat |                            |                       |            |
| Rytter | Rytter                     | Hold                  | Tid        |
| 1. | Lennard Kämna              | Bora-Hansgrohe        | 4t 06' 13" |
| 2. | Aleksandr Vlasov           | Bora-Hansgrohe        | + 4"       |
| 3. | Jefferson Alexander Cepeda | EF Education-EasyPost | + 4"       |
| 4. | Tao Geoghegan Hart         | Ineos Grenadiers      | + 4"       |
| 5. | Jack Haig                  | Bahrain Victorious    | + 4"       |
| 6. | Hugh Carthy                | EF Education-EasyPost | + 4"       |
| 7. | Lorenzo Fortunato          | Eolo-Kometa           | + 10"      |
| 8. | Matthew Riccitello         | Israel-Premier Tech   | + 32"      |
| 9. | Max Poole                  | Team DSM              | + 32"      |
| 10. | Pavel Sivakov              | Ineos Grenadiers      | + 32"      |

| \| Samlede stilling \| Samlede stilling \| Samlede stilling \| Samlede stilling \| Samlede stilling \| \| Rytter \| Rytter \| Hold \| Tid \| \| \| ---------------- \| -------------------------- \| --------------------- \| ---------------- \| ---------------- \| \| 1. \| Tao Geoghegan Hart \| Ineos Grenadiers \| 11t 21' 39" \| \| \| 2. \| Hugh Carthy \| EF Education-EasyPost \| + 22" \| \| \| 3. \| Jack Haig \| Bahrain Victorious \| + 28" \| \| \| 4. \| Jefferson Alexander Cepeda \| EF Education-EasyPost \| + 36" \| \| \| 5. \| Lorenzo Fortunato \| Eolo-Kometa \| + 38" \| \| \| 6. \| Lennard Kämna \| Bora-Hansgrohe \| + 45" \| \| \| 7. \| Aleksandr Vlasov \| Bora-Hansgrohe \| + 49" \| \| \| 8. \| Pavel Sivakov \| Ineos Grenadiers \| + 56" \| \| \| 9. \| Santiago Buitrago \| Bahrain Victorious \| + 58" \| \| \| 10. \| Felix Gall \| AG2R Citroën Team \| + 1' 20" \| \| |                            |                       |             |
| |                            |                       |             |
| Kilde: ProCyclingStats |                            |                       |             |
| Samlede stilling |                            |                       |             |
| Rytter | Rytter                     | Hold                  | Tid         |
| 1. | Tao Geoghegan Hart         | Ineos Grenadiers      | 11t 21' 39" |
| 2. | Hugh Carthy                | EF Education-EasyPost | + 22"       |
| 3. | Jack Haig                  | Bahrain Victorious    | + 28"       |
| 4. | Jefferson Alexander Cepeda | EF Education-EasyPost | + 36"       |
| 5. | Lorenzo Fortunato          | Eolo-Kometa           | + 38"       |
| 6. | Lennard Kämna              | Bora-Hansgrohe        | + 45"       |
| 7. | Aleksandr Vlasov           | Bora-Hansgrohe        | + 49"       |
| 8. | Pavel Sivakov              | Ineos Grenadiers      | + 56"       |
| 9. | Santiago Buitrago          | Bahrain Victorious    | + 58"       |
| 10. | Felix Gall                 | AG2R Citroën Team     | + 1' 20"    |

### 4. etape
| Rovereto - Predazzo | bjergetape | (152,9 km) |

| \| Etaperesultat \| Etaperesultat \| Etaperesultat \| Etaperesultat \| Etaperesultat \| \| Rytter \| Rytter \| Hold \| Tid \| \| \| ------------- \| ----------------- \| ---------------------------------- \| ------------- \| ------------- \| \| 1. \| Gregor Mühlberger \| Movistar Team \| 4t 16' 53" \| \| \| 2. \| Torstein Træen \| Uno-X Pro Cycling Team \| + 0" \| \| \| 3. \| Giulio Pellizzari \| Green Project-Bardiani CSF-Faizanè \| + 0" \| \| \| 4. \| Patrick Konrad \| Bora-Hansgrohe \| + 40" \| \| \| 5. \| Stefan de Bod \| EF Education-EasyPost \| + 40" \| \| \| 6. \| Óscar Rodríguez \| Movistar Team \| + 40" \| \| \| 7. \| Marco Frigo \| Israel-Premier Tech \| + 40" \| \| \| 8. \| Geoffrey Bouchard \| AG2R Citroën Team \| + 40" \| \| \| 9. \| Mark Donovan \| Q36.5 Pro Cycling Team \| + 40" \| \| \| 10. \| Antonio Pedrero \| Movistar Team \| + 40" \| \| |                   |                                    |            |
| |                   |                                    |            |
| Kilde: ProCyclingStats |                   |                                    |            |
| Etaperesultat |                   |                                    |            |
| Rytter | Rytter            | Hold                               | Tid        |
| 1. | Gregor Mühlberger | Movistar Team                      | 4t 16' 53" |
| 2. | Torstein Træen    | Uno-X Pro Cycling Team             | + 0"       |
| 3. | Giulio Pellizzari | Green Project-Bardiani CSF-Faizanè | + 0"       |
| 4. | Patrick Konrad    | Bora-Hansgrohe                     | + 40"      |
| 5. | Stefan de Bod     | EF Education-EasyPost              | + 40"      |
| 6. | Óscar Rodríguez   | Movistar Team                      | + 40"      |
| 7. | Marco Frigo       | Israel-Premier Tech                | + 40"      |
| 8. | Geoffrey Bouchard | AG2R Citroën Team                  | + 40"      |
| 9. | Mark Donovan      | Q36.5 Pro Cycling Team             | + 40"      |
| 10. | Antonio Pedrero   | Movistar Team                      | + 40"      |

| \| Samlede stilling \| Samlede stilling \| Samlede stilling \| Samlede stilling \| Samlede stilling \| \| Rytter \| Rytter \| Hold \| Tid \| \| \| ---------------- \| -------------------------- \| --------------------- \| ---------------- \| ---------------- \| \| 1. \| Tao Geoghegan Hart \| Ineos Grenadiers \| 15t 41' 54" \| \| \| 2. \| Hugh Carthy \| EF Education-EasyPost \| + 22" \| \| \| 3. \| Jack Haig \| Bahrain Victorious \| + 28" \| \| \| 4. \| Jefferson Alexander Cepeda \| EF Education-EasyPost \| + 36" \| \| \| 5. \| Lorenzo Fortunato \| Eolo-Kometa \| + 38" \| \| \| 6. \| Lennard Kämna \| Bora-Hansgrohe \| + 45" \| \| \| 7. \| Aleksandr Vlasov \| Bora-Hansgrohe \| + 49" \| \| \| 8. \| Pavel Sivakov \| Ineos Grenadiers \| + 56" \| \| \| 9. \| Santiago Buitrago \| Bahrain Victorious \| + 58" \| \| \| 10. \| Felix Gall \| AG2R Citroën Team \| + 1' 20" \| \| |                            |                       |             |
| |                            |                       |             |
| Kilde: ProCyclingStats |                            |                       |             |
| Samlede stilling |                            |                       |             |
| Rytter | Rytter                     | Hold                  | Tid         |
| 1. | Tao Geoghegan Hart         | Ineos Grenadiers      | 15t 41' 54" |
| 2. | Hugh Carthy                | EF Education-EasyPost | + 22"       |
| 3. | Jack Haig                  | Bahrain Victorious    | + 28"       |
| 4. | Jefferson Alexander Cepeda | EF Education-EasyPost | + 36"       |
| 5. | Lorenzo Fortunato          | Eolo-Kometa           | + 38"       |
| 6. | Lennard Kämna              | Bora-Hansgrohe        | + 45"       |
| 7. | Aleksandr Vlasov           | Bora-Hansgrohe        | + 49"       |
| 8. | Pavel Sivakov              | Ineos Grenadiers      | + 56"       |
| 9. | Santiago Buitrago          | Bahrain Victorious    | + 58"       |
| 10. | Felix Gall                 | AG2R Citroën Team     | + 1' 20"    |

### 5. etape
| Cavalese - Bruneck | middel bjergetape | (144,5 km) |

| \| Etaperesultat \| Etaperesultat \| Etaperesultat \| Etaperesultat \| Etaperesultat \| \| Rytter \| Rytter \| Hold \| Tid \| \| \| ------------- \| ---------------------- \| ---------------------------------- \| ------------- \| ------------- \| \| 1. \| Simon Carr \| EF Education-EasyPost \| 3t 43' 28" \| \| \| 2. \| Georg Steinhauser \| EF Education-EasyPost \| + 53" \| \| \| 3. \| Matteo Fabbro \| Bora-Hansgrohe \| + 53" \| \| \| 4. \| Florian Lipowitz \| Bora-Hansgrohe \| + 55" \| \| \| 5. \| Johannes Kulset \| Uno-X DARE Development \| + 1' 21" \| \| \| 6. \| Luca Covili \| Green Project-Bardiani CSF-Faizanè \| + 2' 09" \| \| \| 7. \| Geoffrey Bouchard \| AG2R Citroën Team \| + 2' 40" \| \| \| 8. \| Txomin Juaristi \| Euskaltel-Euskadi \| + 2' 40" \| \| \| 9. \| Valentin Paret-Peintre \| AG2R Citroën Team \| + 2' 50" \| \| \| 10. \| Andrea Vendrame \| AG2R Citroën Team \| + 3' 00" \| \| |                        |                                    |            |
| |                        |                                    |            |
| Kilde: ProCyclingStats |                        |                                    |            |
| Etaperesultat |                        |                                    |            |
| Rytter | Rytter                 | Hold                               | Tid        |
| 1. | Simon Carr             | EF Education-EasyPost              | 3t 43' 28" |
| 2. | Georg Steinhauser      | EF Education-EasyPost              | + 53"      |
| 3. | Matteo Fabbro          | Bora-Hansgrohe                     | + 53"      |
| 4. | Florian Lipowitz       | Bora-Hansgrohe                     | + 55"      |
| 5. | Johannes Kulset        | Uno-X DARE Development             | + 1' 21"   |
| 6. | Luca Covili            | Green Project-Bardiani CSF-Faizanè | + 2' 09"   |
| 7. | Geoffrey Bouchard      | AG2R Citroën Team                  | + 2' 40"   |
| 8. | Txomin Juaristi        | Euskaltel-Euskadi                  | + 2' 40"   |
| 9. | Valentin Paret-Peintre | AG2R Citroën Team                  | + 2' 50"   |
| 10. | Andrea Vendrame        | AG2R Citroën Team                  | + 3' 00"   |

## Trøjernes fordeling gennem løbet
| Etape    |                   | Vinder _           | Samlede stilling   | Pointtrøje         | Bjergtrøje                 | Ungdomstrøje | Holdkonkurrence  |
| -------- | ----------------- | ------------------ | ------------------ | ------------------ | -------------------------- | ------------ | ---------------- |
| 1. etape | middel bjergetape | Tao Geoghegan Hart | Tao Geoghegan Hart | Tao Geoghegan Hart | Jefferson Alexander Cepeda | Max Poole    | Ineos Grenadiers |
| 2. etape | middel bjergetape | Tao Geoghegan Hart | Tao Geoghegan Hart | Tao Geoghegan Hart | Santiago Buitrago          | Max Poole    | Ineos Grenadiers |
| 3. etape | bjergetape        | Lennard Kämna      | Tao Geoghegan Hart | Tao Geoghegan Hart | Jefferson Alexander Cepeda | Max Poole    | Ineos Grenadiers |
| 4. etape | bjergetape        | Gregor Mühlberger  | Tao Geoghegan Hart | Tao Geoghegan Hart | Jefferson Alexander Cepeda | Max Poole    | Ineos Grenadiers |
| 5. etape | middel bjergetape | Simon Carr         | Tao Geoghegan Hart | Tao Geoghegan Hart | Sergio Samitier            | Max Poole    | Bora-Hansgrohe   |
| Samlet   | Samlet            |                    | Tao Geoghegan Hart | Tao Geoghegan Hart | Sergio Samitier            | Max Poole    | Bora-Hansgrohe   |

## Resultater

### Samlede stilling
| \| Samlede stilling \| Samlede stilling \| Samlede stilling \| Samlede stilling \| Samlede stilling \| \| Rytter \| Rytter \| Hold \| Tid \| \| \| ---------------- \| -------------------------- \| ---------------------- \| ---------------- \| ---------------- \| \| 1. \| Tao Geoghegan Hart \| Ineos Grenadiers \| 19t 29' 50" \| \| \| 2. \| Hugh Carthy \| EF Education-EasyPost \| + 22" \| \| \| 3. \| Jack Haig \| Bahrain Victorious \| + 28" \| \| \| 4. \| Jefferson Alexander Cepeda \| EF Education-EasyPost \| + 36" \| \| \| 5. \| Lorenzo Fortunato \| Eolo-Kometa \| + 38" \| \| \| 6. \| Lennard Kämna \| Bora-Hansgrohe \| + 45" \| \| \| 7. \| Pavel Sivakov \| Ineos Grenadiers \| + 56" \| \| \| 8. \| Santiago Buitrago \| Bahrain Victorious \| + 58" \| \| \| 9. \| Felix Gall \| AG2R Citroën Team \| + 1' 20" \| \| \| 10. \| Torstein Træen \| Uno-X Pro Cycling Team \| + 1' 34" \| \| |                            |                        |             |
| |                            |                        |             |
| Kilde: ProCyclingStats |                            |                        |             |
| Samlede stilling |                            |                        |             |
| Rytter | Rytter                     | Hold                   | Tid         |
| 1. | Tao Geoghegan Hart         | Ineos Grenadiers       | 19t 29' 50" |
| 2. | Hugh Carthy                | EF Education-EasyPost  | + 22"       |
| 3. | Jack Haig                  | Bahrain Victorious     | + 28"       |
| 4. | Jefferson Alexander Cepeda | EF Education-EasyPost  | + 36"       |
| 5. | Lorenzo Fortunato          | Eolo-Kometa            | + 38"       |
| 6. | Lennard Kämna              | Bora-Hansgrohe         | + 45"       |
| 7. | Pavel Sivakov              | Ineos Grenadiers       | + 56"       |
| 8. | Santiago Buitrago          | Bahrain Victorious     | + 58"       |
| 9. | Felix Gall                 | AG2R Citroën Team      | + 1' 20"    |
| 10. | Torstein Træen             | Uno-X Pro Cycling Team | + 1' 34"    |

### Pointkonkurrencen
| Pointkonkurrence | Pointkonkurrence   | Pointkonkurrence                   | Pointkonkurrence | Pointkonkurrence |
| Rytter           | Rytter             | Hold                               | Point            |                  |
| ---------------- | ------------------ | ---------------------------------- | ---------------- | ---------------- |
| 1.               | Tao Geoghegan Hart | Ineos Grenadiers                   | 58 point         |                  |
| 2.               | Moran Vermeulen    | Østrig                             | 50 point         |                  |
| 3.               | Gregor Mühlberger  | Movistar Team                      | 39 point         |                  |
| 4.               | Simon Carr         | EF Education-EasyPost              | 37 point         |                  |
| 5.               | Lennard Kämna      | Bora-Hansgrohe                     | 29 point         |                  |
| 6.               | Georg Steinhauser  | EF Education-EasyPost              | 28 point         |                  |
| 7.               | Jack Haig          | Bahrain Victorious                 | 25 point         |                  |
| 8.               | Giulio Pellizzari  | Green Project-Bardiani CSF-Faizanè | 22 point         |                  |
| 9.               | Hugh Carthy        | EF Education-EasyPost              | 22 point         |                  |
| 10.              | Felix Gall         | AG2R Citroën Team                  | 18 point         |                  |

### Bjergkonkurrencen
| Bjergkonkurrence | Bjergkonkurrence           | Bjergkonkurrence                   | Bjergkonkurrence | Bjergkonkurrence |
| Rytter           | Rytter                     | Hold                               | Point            |                  |
| ---------------- | -------------------------- | ---------------------------------- | ---------------- | ---------------- |
| 1.               | Sergio Samitier            | Movistar Team                      | 20 point         |                  |
| 2.               | Jefferson Alexander Cepeda | EF Education-EasyPost              | 12 point         |                  |
| 3.               | Lennard Kämna              | Bora-Hansgrohe                     | 10 point         |                  |
| 4.               | Antonio Pedrero            | Movistar Team                      | 10 point         |                  |
| 5.               | Óscar Rodríguez            | Movistar Team                      | 10 point         |                  |
| 6.               | Simon Carr                 | EF Education-EasyPost              | 9 point          |                  |
| 7.               | Luca Covili                | Green Project-Bardiani CSF-Faizanè | 8 point          |                  |
| 8.               | Santiago Buitrago          | Bahrain Victorious                 | 6 point          |                  |
| 9.               | Giulio Pellizzari          | Green Project-Bardiani CSF-Faizanè | 6 point          |                  |
| 10.              | Jasha Sütterlin            | Bahrain Victorious                 | 6 point          |                  |

### Ungdomskonkurrencen
| Ungdomskonkurrence | Ungdomskonkurrence     | Ungdomskonkurrence                 | Ungdomskonkurrence | Ungdomskonkurrence |
| Rytter             | Rytter                 | Hold                               | Tid                |                    |
| ------------------ | ---------------------- | ---------------------------------- | ------------------ | ------------------ |
| 1.                 | Max Poole              | Team DSM                           | 19t 31' 36"        |                    |
| 2.                 | Johannes Kulset        | Uno-X DARE Development             | + 1' 18"           |                    |
| 3.                 | Matthew Riccitello     | Israel-Premier Tech                | + 1' 48"           |                    |
| 4.                 | Finlay Pickering       | Trinity Racing                     | + 9' 46"           |                    |
| 5.                 | Georg Steinhauser      | EF Education-EasyPost              | + 13' 02"          |                    |
| 6.                 | Edoardo Zambanini      | Bahrain Victorious                 | + 13' 07"          |                    |
| 7.                 | Giulio Pellizzari      | Green Project-Bardiani CSF-Faizanè | + 15' 43"          |                    |
| 8.                 | Alex Tolio             | Green Project-Bardiani CSF-Faizanè | + 21' 53"          |                    |
| 9.                 | Florian Lipowitz       | Bora-Hansgrohe                     | + 32' 33"          |                    |
| 10.                | Valentin Paret-Peintre | AG2R Citroën Team                  | + 32' 37"          |                    |

### Holdkonkurrencen
| Holdkonkurrence | Holdkonkurrence                    | Holdkonkurrence | Holdkonkurrence |
| Hold            | Hold                               | Tid             |                 |
| --------------- | ---------------------------------- | --------------- | --------------- |
| 1.              | Bora-Hansgrohe                     | 58t 28' 15"     |                 |
| 2.              | Ineos Grenadiers                   | + 6' 00"        |                 |
| 3.              | EF Education-EasyPost              | + 7' 46"        |                 |
| 4.              | Bahrain Victorious                 | + 9' 50"        |                 |
| 5.              | AG2R Citroën Team                  | + 13' 57"       |                 |
| 6.              | Israel-Premier Tech                | + 15' 44"       |                 |
| 7.              | Movistar Team                      | + 20' 34"       |                 |
| 8.              | Q36.5 Pro Cycling Team             | + 34' 05"       |                 |
| 9.              | Euskaltel-Euskadi                  | + 36' 28"       |                 |
| 10.             | Green Project-Bardiani CSF-Faizanè | + 37' 28"       |                 |

## Hold og ryttere
| UCI WorldTeams (8)- AG2R Citroën Team - Astana Qazaqstan Team - Bahrain Victorious - Bora-Hansgrohe - EF Education-EasyPost - Ineos Grenadiers - Movistar Team - Team DSM UCI ProTeams (9)- Caja Rural-Seguros RGA - Eolo-Kometa - Equipo Kern Pharma - Euskaltel-Euskadi - Green Project-Bardiani CSF-Faizanè - Israel-Premier Tech - Q36.5 Pro Cycling Team - Team Corratec - Uno-X Pro Cycling Team UCI Kontinentalhold- Trinity Racing Landshold- Østrig |
| |

### Startliste
| Ineos Grenadiers IGD | Ineos Grenadiers IGD     | Ineos Grenadiers IGD |
| -------------------- | ------------------------ | -------------------- |
| Nr.                  | Rytter                   | Placering            |
| 1                    | Thymen Arensman (NED)    | 33.                  |
| 2                    | Laurens De Plus (BEL)    | 19.                  |
| 3                    | Tao Geoghegan Hart (GBR) | 1.                   |
| 4                    | Salvatore Puccio (ITA)   | 74.                  |
| 5                    | Pavel Sivakov (FRA)      | 7.                   |
| 6                    | Ben Swift (GBR)          | 68.                  |
| 7                    | Geraint Thomas (GBR)     | 15.                  |

| Bahrain Victorious TBV | Bahrain Victorious TBV    | Bahrain Victorious TBV |
| ---------------------- | ------------------------- | ---------------------- |
| Nr.                    | Rytter                    | Placering              |
| 11                     | Santiago Buitrago (COL)   | 8.                     |
| 12                     | Nicolò Buratti (ITA)      | DNF-4                  |
| 13                     | Jack Haig (AUS)           | 3.                     |
| 14                     | Hermann Pernsteiner (AUT) | 23.                    |
| 15                     | Edoardo Zambanini (ITA)   | 29.                    |
| 16                     | Jasha Sütterlin (GER)     | 66.                    |

| EF Education-EasyPost EFE | EF Education-EasyPost EFE        | EF Education-EasyPost EFE |
| ------------------------- | -------------------------------- | ------------------------- |
| Nr.                       | Rytter                           | Placering                 |
| 21                        | Hugh Carthy (GBR)                | 2.                        |
| 22                        | Simon Carr (GBR)                 | 47.                       |
| 24                        | Jefferson Alexander Cepeda (ECU) | 4.                        |
| 25                        | Stefan de Bod (RSA)              | 41.                       |
| 26                        | Merhawi Kudus (ERI) (landevej)   | 53.                       |
| 27                        | Georg Steinhauser (GER)          | 28.                       |

| Movistar Team MOV | Movistar Team MOV       | Movistar Team MOV |
| ----------------- | ----------------------- | ----------------- |
| Nr.               | Rytter                  | Placering         |
| 31                | Abner González (PUR)    | DNF-5             |
| 32                | Juri Hollmann (GER)     | 49.               |
| 33                | Gregor Mühlberger (AUT) | 38.               |
| 34                | Antonio Pedrero (ESP)   | 27.               |
| 35                | Óscar Rodríguez (ESP)   | 32.               |
| 36                | Sergio Samitier (ESP)   | 60.               |
| 37                | Iván Sosa (COL)         | 18.               |

| Bora-Hansgrohe BOH | Bora-Hansgrohe BOH          | Bora-Hansgrohe BOH |
| ------------------ | --------------------------- | ------------------ |
| Nr.                | Rytter                      | Placering          |
| 41                 | Matteo Fabbro (ITA)         | 34.                |
| 42                 | Florian Lipowitz (GER)      | 43.                |
| 43                 | Lennard Kämna (GER)         | 6.                 |
| 44                 | Patrick Konrad (AUT)        | 22.                |
| 45                 | Cian Uijtdebroeks (BEL)     | DNS-2              |
| 46                 | Aleksandr Vlasov            | DNS-5              |
| 47                 | Maximilian Schachmann (GER) | DNS-4              |

| AG2R Citroën Team ACT | AG2R Citroën Team ACT        | AG2R Citroën Team ACT |
| --------------------- | ---------------------------- | --------------------- |
| Nr.                   | Rytter                       | Placering             |
| 51                    | Geoffrey Bouchard (FRA)      | 39.                   |
| 52                    | Felix Gall (AUT)             | 9.                    |
| 54                    | Nicolas Prodhomme (FRA)      | 69.                   |
| 55                    | Aurélien Paret-Peintre (FRA) | 13.                   |
| 56                    | Valentin Paret-Peintre (FRA) | 44.                   |
| 57                    | Andrea Vendrame (ITA)        | 56.                   |

| Team DSM DSM | Team DSM DSM                  | Team DSM DSM |
| ------------ | ----------------------------- | ------------ |
| Nr.          | Rytter                        | Placering    |
| 61           | Jonas Iversby Hvideberg (NOR) | DNF-5        |
| 62           | Lorenzo Milesi (ITA)          | 52.          |
| 63           | Harm Vanhoucke (BEL)          | DNS-3        |
| 64           | Max van der Meulen (NED)      | DNF-4        |
| 65           | Alberto Dainese (ITA)         | DNF-4        |
| 66           | Max Poole (GBR)               | 11.          |

| Astana Qazaqstan Team AST | Astana Qazaqstan Team AST    | Astana Qazaqstan Team AST |
| ------------------------- | ---------------------------- | ------------------------- |
| Nr.                       | Rytter                       | Placering                 |
| 71                        | Luis León Sánchez (ESP)      | 30.                       |
| 72                        | Manuele Boaro (ITA)          | DNF-2                     |
| 73                        | Joe Dombrowski (USA)         | 24.                       |
| 74                        | Vadim Pronskij (KAZ)         | DNS-2                     |
| 75                        | Daniil Pronskij (KAZ)        | DNF-5                     |
| 76                        | Antonio Nibali (ITA)         | 64.                       |
| 77                        | Igor Tjzhan (KAZ) (landevej) | DNF-5                     |

| Israel-Premier Tech IPT | Israel-Premier Tech IPT  | Israel-Premier Tech IPT |
| ----------------------- | ------------------------ | ----------------------- |
| Nr.                     | Rytter                   | Placering               |
| 81                      | Sebastian Berwick (AUS)  | 51.                     |
| 82                      | Marco Frigo (ITA)        | 45.                     |
| 83                      | Omer Goldstein (ISR)     | 61.                     |
| 84                      | Ben Hermans (BEL)        | 36.                     |
| 85                      | Domenico Pozzovivo (ITA) | 21.                     |
| 86                      | Matthew Riccitello (USA) | 16.                     |
| 87                      | Guy Sagiv (ISR)          | DNF-4                   |

| Green Project-Bardiani CSF-Faizanè BCF | Green Project-Bardiani CSF-Faizanè BCF | Green Project-Bardiani CSF-Faizanè BCF |
| -------------------------------------- | -------------------------------------- | -------------------------------------- |
| Nr.                                    | Rytter                                 | Placering                              |
| 91                                     | Luca Covili (ITA)                      | 17.                                    |
| 92                                     | Riccardo Lucca (ITA)                   | DNF-5                                  |
| 93                                     | Alessio Nieri (ITA)                    | DNF-5                                  |
| 94                                     | Giulio Pellizzari (ITA)                | 31.                                    |
| 95                                     | Alessandro Santaromita (ITA)           | DNS-4                                  |
| 96                                     | Henok Mulubrhan (ERI)                  | 40.                                    |
| 97                                     | Alex Tolio (ITA)                       | 37.                                    |

| Uno-X Pro Cycling Team UXT | Uno-X Pro Cycling Team UXT | Uno-X Pro Cycling Team UXT |
| -------------------------- | -------------------------- | -------------------------- |
| Nr.                        | Rytter                     | Placering                  |
| 101                        | Torstein Træen (NOR)       | 10.                        |
| 102                        | Jonas Abrahamsen (NOR)     | DNF-5                      |
| 103                        | Ådne Holter (NOR)          | 73.                        |
| 104                        | Magnus Kulset (NOR)        | 57.                        |
| 105                        | Sindre Kulset (NOR)        | DNF-4                      |
| 106                        | Johannes Kulset (NOR)      | 14.                        |
| 107                        | Magnus Brynsrud (NOR)      | 62.                        |

| Q36.5 Pro Cycling Team Q36 | Q36.5 Pro Cycling Team Q36 | Q36.5 Pro Cycling Team Q36 |
| -------------------------- | -------------------------- | -------------------------- |
| Nr.                        | Rytter                     | Placering                  |
| 111                        | Carl Fredrik Hagen (NOR)   | 42.                        |
| 112                        | Damien Howson (AUS)        | 26.                        |
| 113                        | Gianluca Brambilla (ITA)   | 46.                        |
| 114                        | Mark Donovan (GBR)         | 20.                        |
| 115                        | Matteo Badilatti (SUI)     | DNS-5                      |
| 116                        | Negasi Abreha (ETH)        | DNF-5                      |
| 117                        | Corey Davis (USA)          | DNF-3                      |

| Euskaltel-Euskadi EUS | Euskaltel-Euskadi EUS   | Euskaltel-Euskadi EUS |
| --------------------- | ----------------------- | --------------------- |
| Nr.                   | Rytter                  | Placering             |
| 121                   | Mikel Bizkarra (ESP)    | 12.                   |
| 122                   | Unai Cuadrado (ESP)     | DNF-4                 |
| 123                   | Txomin Juaristi (ESP)   | 63.                   |
| 124                   | Ibai Azurmendi (ESP)    | DNF-5                 |
| 125                   | Asier Etxeberria (ESP)  | 67.                   |
| 126                   | Enekoitz Azparren (ESP) | 65.                   |
| 127                   | Luis Ángel Maté (ESP)   | 35.                   |

| Equipo Kern Pharma EKP | Equipo Kern Pharma EKP      | Equipo Kern Pharma EKP |
| ---------------------- | --------------------------- | ---------------------- |
| Nr.                    | Rytter                      | Placering              |
| 131                    | Pablo Castrillo (ESP)       | DNF-5                  |
| 132                    | Eugenio Sánchez López (ESP) | DNF-5                  |
| 133                    | Giovanni Carboni (ITA)      | DNF-4                  |
| 134                    | Jordi López (ESP)           | 55.                    |
| 135                    | Carlos García Pierna (ESP)  | DNF-5                  |
| 136                    | José Félix Parra (ESP)      | 48.                    |
| 137                    | Martí Márquez (ESP)         | DNF-5                  |

| Caja Rural-Seguros RGA CJR | Caja Rural-Seguros RGA CJR | Caja Rural-Seguros RGA CJR |
| -------------------------- | -------------------------- | -------------------------- |
| Nr.                        | Rytter                     | Placering                  |
| 141                        | Julen Amezqueta (ESP)      | DNF-4                      |
| 142                        | Joseba López (ESP)         | DNF-5                      |
| 143                        | Calum Johnston (GBR)       | DNF-5                      |
| 144                        | Jhojan García (COL)        | DNF-5                      |
| 145                        | Mulu Hailemichael (ETH)    | DNF-5                      |
| 146                        | Jokin Murguialday (ESP)    | DNF-2                      |
| 147                        | Fernando Barceló (ESP)     | 70.                        |

| Eolo-Kometa EOK | Eolo-Kometa EOK         | Eolo-Kometa EOK |
| --------------- | ----------------------- | --------------- |
| Nr.             | Rytter                  | Placering       |
| 151             | Lorenzo Fortunato (ITA) | 5.              |
| 152             | Davide Bais (ITA)       | DNF-5           |
| 153             | Mattia Bais (ITA)       | DNF-5           |
| 154             | Andrea Garosio (ITA)    | 58.             |
| 155             | Samuele Rivi (ITA)      | DNF-2           |
| 156             | Álex Martín (ESP)       | DNF-5           |
| 157             | Fernando Tercero (ESP)  | 50.             |

| Team Corratec COR | Team Corratec COR       | Team Corratec COR |
| ----------------- | ----------------------- | ----------------- |
| Nr.               | Rytter                  | Placering         |
| 161               | Samuele Zambelli (ITA)  | DNF-5             |
| 162               | Matteo Amella (ITA)     | DNF-5             |
| 163               | Davide Baldaccini (ITA) | DNF-5             |
| 164               | Etienne van Empel (NED) | DNF-1             |
| 165               | Karel Vacek (CZE)       | 54.               |
| 166               | Simone Olivero (ITA)    | DNF-3             |

| Østrig AUT | Østrig AUT            | Østrig AUT |
| ---------- | --------------------- | ---------- |
| Nr.        | Rytter                | Placering  |
| 171        | Lukas Pöstlberger     | DNF-5      |
| 172        | Sebastian Schönberger | DNF-5      |
| 173        | Moran Vermeulen       | 72.        |
| 174        | Alexander Hajek       | 59.        |
| 175        | Marco Schrettl        | DNF-5      |
| 176        | Sebastian Putz        | DNF-5      |
| 177        | Philipp Hofbauer      | DNF-5      |

| Trinity Racing TRI | Trinity Racing TRI        | Trinity Racing TRI |
| ------------------ | ------------------------- | ------------------ |
| Nr.                | Rytter                    | Placering          |
| 181                | Finlay Pickering (GBR)    | 25.                |
| 182                | William Smith (GBR)       | DNF-5              |
| 183                | Fergus Browning (AUS)     | DNF-2              |
| 184                | Liam Johnston (AUS)       | DNF-5              |
| 185                | Adrien Boichis (FRA)      | DNF-5              |
| 186                | Camilo Andres Gomez (COL) | DNF-5              |
| 187                | Hugo Rodriguez (COL)      | 71.                |

| Ineos Grenadiers IGD | Ineos Grenadiers IGD     | Ineos Grenadiers IGD |
| -------------------- | ------------------------ | -------------------- |
| Nr.                  | Rytter                   | Placering            |
| 1                    | Thymen Arensman (NED)    | 33.                  |
| 2                    | Laurens De Plus (BEL)    | 19.                  |
| 3                    | Tao Geoghegan Hart (GBR) | 1.                   |
| 4                    | Salvatore Puccio (ITA)   | 74.                  |
| 5                    | Pavel Sivakov (FRA)      | 7.                   |
| 6                    | Ben Swift (GBR)          | 68.                  |
| 7                    | Geraint Thomas (GBR)     | 15.                  |

| Bahrain Victorious TBV | Bahrain Victorious TBV    | Bahrain Victorious TBV |
| ---------------------- | ------------------------- | ---------------------- |
| Nr.                    | Rytter                    | Placering              |
| 11                     | Santiago Buitrago (COL)   | 8.                     |
| 12                     | Nicolò Buratti (ITA)      | DNF-4                  |
| 13                     | Jack Haig (AUS)           | 3.                     |
| 14                     | Hermann Pernsteiner (AUT) | 23.                    |
| 15                     | Edoardo Zambanini (ITA)   | 29.                    |
| 16                     | Jasha Sütterlin (GER)     | 66.                    |

| EF Education-EasyPost EFE | EF Education-EasyPost EFE        | EF Education-EasyPost EFE |
| ------------------------- | -------------------------------- | ------------------------- |
| Nr.                       | Rytter                           | Placering                 |
| 21                        | Hugh Carthy (GBR)                | 2.                        |
| 22                        | Simon Carr (GBR)                 | 47.                       |
| 24                        | Jefferson Alexander Cepeda (ECU) | 4.                        |
| 25                        | Stefan de Bod (RSA)              | 41.                       |
| 26                        | Merhawi Kudus (ERI) (landevej)   | 53.                       |
| 27                        | Georg Steinhauser (GER)          | 28.                       |

| Movistar Team MOV | Movistar Team MOV       | Movistar Team MOV |
| ----------------- | ----------------------- | ----------------- |
| Nr.               | Rytter                  | Placering         |
| 31                | Abner González (PUR)    | DNF-5             |
| 32                | Juri Hollmann (GER)     | 49.               |
| 33                | Gregor Mühlberger (AUT) | 38.               |
| 34                | Antonio Pedrero (ESP)   | 27.               |
| 35                | Óscar Rodríguez (ESP)   | 32.               |
| 36                | Sergio Samitier (ESP)   | 60.               |
| 37                | Iván Sosa (COL)         | 18.               |

| Bora-Hansgrohe BOH | Bora-Hansgrohe BOH          | Bora-Hansgrohe BOH |
| ------------------ | --------------------------- | ------------------ |
| Nr.                | Rytter                      | Placering          |
| 41                 | Matteo Fabbro (ITA)         | 34.                |
| 42                 | Florian Lipowitz (GER)      | 43.                |
| 43                 | Lennard Kämna (GER)         | 6.                 |
| 44                 | Patrick Konrad (AUT)        | 22.                |
| 45                 | Cian Uijtdebroeks (BEL)     | DNS-2              |
| 46                 | Aleksandr Vlasov            | DNS-5              |
| 47                 | Maximilian Schachmann (GER) | DNS-4              |

| AG2R Citroën Team ACT | AG2R Citroën Team ACT        | AG2R Citroën Team ACT |
| --------------------- | ---------------------------- | --------------------- |
| Nr.                   | Rytter                       | Placering             |
| 51                    | Geoffrey Bouchard (FRA)      | 39.                   |
| 52                    | Felix Gall (AUT)             | 9.                    |
| 54                    | Nicolas Prodhomme (FRA)      | 69.                   |
| 55                    | Aurélien Paret-Peintre (FRA) | 13.                   |
| 56                    | Valentin Paret-Peintre (FRA) | 44.                   |
| 57                    | Andrea Vendrame (ITA)        | 56.                   |

| Team DSM DSM | Team DSM DSM                  | Team DSM DSM |
| ------------ | ----------------------------- | ------------ |
| Nr.          | Rytter                        | Placering    |
| 61           | Jonas Iversby Hvideberg (NOR) | DNF-5        |
| 62           | Lorenzo Milesi (ITA)          | 52.          |
| 63           | Harm Vanhoucke (BEL)          | DNS-3        |
| 64           | Max van der Meulen (NED)      | DNF-4        |
| 65           | Alberto Dainese (ITA)         | DNF-4        |
| 66           | Max Poole (GBR)               | 11.          |

| Astana Qazaqstan Team AST | Astana Qazaqstan Team AST    | Astana Qazaqstan Team AST |
| ------------------------- | ---------------------------- | ------------------------- |
| Nr.                       | Rytter                       | Placering                 |
| 71                        | Luis León Sánchez (ESP)      | 30.                       |
| 72                        | Manuele Boaro (ITA)          | DNF-2                     |
| 73                        | Joe Dombrowski (USA)         | 24.                       |
| 74                        | Vadim Pronskij (KAZ)         | DNS-2                     |
| 75                        | Daniil Pronskij (KAZ)        | DNF-5                     |
| 76                        | Antonio Nibali (ITA)         | 64.                       |
| 77                        | Igor Tjzhan (KAZ) (landevej) | DNF-5                     |

| Israel-Premier Tech IPT | Israel-Premier Tech IPT  | Israel-Premier Tech IPT |
| ----------------------- | ------------------------ | ----------------------- |
| Nr.                     | Rytter                   | Placering               |
| 81                      | Sebastian Berwick (AUS)  | 51.                     |
| 82                      | Marco Frigo (ITA)        | 45.                     |
| 83                      | Omer Goldstein (ISR)     | 61.                     |
| 84                      | Ben Hermans (BEL)        | 36.                     |
| 85                      | Domenico Pozzovivo (ITA) | 21.                     |
| 86                      | Matthew Riccitello (USA) | 16.                     |
| 87                      | Guy Sagiv (ISR)          | DNF-4                   |

| Green Project-Bardiani CSF-Faizanè BCF | Green Project-Bardiani CSF-Faizanè BCF | Green Project-Bardiani CSF-Faizanè BCF |
| -------------------------------------- | -------------------------------------- | -------------------------------------- |
| Nr.                                    | Rytter                                 | Placering                              |
| 91                                     | Luca Covili (ITA)                      | 17.                                    |
| 92                                     | Riccardo Lucca (ITA)                   | DNF-5                                  |
| 93                                     | Alessio Nieri (ITA)                    | DNF-5                                  |
| 94                                     | Giulio Pellizzari (ITA)                | 31.                                    |
| 95                                     | Alessandro Santaromita (ITA)           | DNS-4                                  |
| 96                                     | Henok Mulubrhan (ERI)                  | 40.                                    |
| 97                                     | Alex Tolio (ITA)                       | 37.                                    |

| Uno-X Pro Cycling Team UXT | Uno-X Pro Cycling Team UXT | Uno-X Pro Cycling Team UXT |
| -------------------------- | -------------------------- | -------------------------- |
| Nr.                        | Rytter                     | Placering                  |
| 101                        | Torstein Træen (NOR)       | 10.                        |
| 102                        | Jonas Abrahamsen (NOR)     | DNF-5                      |
| 103                        | Ådne Holter (NOR)          | 73.                        |
| 104                        | Magnus Kulset (NOR)        | 57.                        |
| 105                        | Sindre Kulset (NOR)        | DNF-4                      |
| 106                        | Johannes Kulset (NOR)      | 14.                        |
| 107                        | Magnus Brynsrud (NOR)      | 62.                        |

| Q36.5 Pro Cycling Team Q36 | Q36.5 Pro Cycling Team Q36 | Q36.5 Pro Cycling Team Q36 |
| -------------------------- | -------------------------- | -------------------------- |
| Nr.                        | Rytter                     | Placering                  |
| 111                        | Carl Fredrik Hagen (NOR)   | 42.                        |
| 112                        | Damien Howson (AUS)        | 26.                        |
| 113                        | Gianluca Brambilla (ITA)   | 46.                        |
| 114                        | Mark Donovan (GBR)         | 20.                        |
| 115                        | Matteo Badilatti (SUI)     | DNS-5                      |
| 116                        | Negasi Abreha (ETH)        | DNF-5                      |
| 117                        | Corey Davis (USA)          | DNF-3                      |

| Euskaltel-Euskadi EUS | Euskaltel-Euskadi EUS   | Euskaltel-Euskadi EUS |
| --------------------- | ----------------------- | --------------------- |
| Nr.                   | Rytter                  | Placering             |
| 121                   | Mikel Bizkarra (ESP)    | 12.                   |
| 122                   | Unai Cuadrado (ESP)     | DNF-4                 |
| 123                   | Txomin Juaristi (ESP)   | 63.                   |
| 124                   | Ibai Azurmendi (ESP)    | DNF-5                 |
| 125                   | Asier Etxeberria (ESP)  | 67.                   |
| 126                   | Enekoitz Azparren (ESP) | 65.                   |
| 127                   | Luis Ángel Maté (ESP)   | 35.                   |

| Equipo Kern Pharma EKP | Equipo Kern Pharma EKP      | Equipo Kern Pharma EKP |
| ---------------------- | --------------------------- | ---------------------- |
| Nr.                    | Rytter                      | Placering              |
| 131                    | Pablo Castrillo (ESP)       | DNF-5                  |
| 132                    | Eugenio Sánchez López (ESP) | DNF-5                  |
| 133                    | Giovanni Carboni (ITA)      | DNF-4                  |
| 134                    | Jordi López (ESP)           | 55.                    |
| 135                    | Carlos García Pierna (ESP)  | DNF-5                  |
| 136                    | José Félix Parra (ESP)      | 48.                    |
| 137                    | Martí Márquez (ESP)         | DNF-5                  |

| Caja Rural-Seguros RGA CJR | Caja Rural-Seguros RGA CJR | Caja Rural-Seguros RGA CJR |
| -------------------------- | -------------------------- | -------------------------- |
| Nr.                        | Rytter                     | Placering                  |
| 141                        | Julen Amezqueta (ESP)      | DNF-4                      |
| 142                        | Joseba López (ESP)         | DNF-5                      |
| 143                        | Calum Johnston (GBR)       | DNF-5                      |
| 144                        | Jhojan García (COL)        | DNF-5                      |
| 145                        | Mulu Hailemichael (ETH)    | DNF-5                      |
| 146                        | Jokin Murguialday (ESP)    | DNF-2                      |
| 147                        | Fernando Barceló (ESP)     | 70.                        |

| Eolo-Kometa EOK | Eolo-Kometa EOK         | Eolo-Kometa EOK |
| --------------- | ----------------------- | --------------- |
| Nr.             | Rytter                  | Placering       |
| 151             | Lorenzo Fortunato (ITA) | 5.              |
| 152             | Davide Bais (ITA)       | DNF-5           |
| 153             | Mattia Bais (ITA)       | DNF-5           |
| 154             | Andrea Garosio (ITA)    | 58.             |
| 155             | Samuele Rivi (ITA)      | DNF-2           |
| 156             | Álex Martín (ESP)       | DNF-5           |
| 157             | Fernando Tercero (ESP)  | 50.             |

| Team Corratec COR | Team Corratec COR       | Team Corratec COR |
| ----------------- | ----------------------- | ----------------- |
| Nr.               | Rytter                  | Placering         |
| 161               | Samuele Zambelli (ITA)  | DNF-5             |
| 162               | Matteo Amella (ITA)     | DNF-5             |
| 163               | Davide Baldaccini (ITA) | DNF-5             |
| 164               | Etienne van Empel (NED) | DNF-1             |
| 165               | Karel Vacek (CZE)       | 54.               |
| 166               | Simone Olivero (ITA)    | DNF-3             |

| Østrig AUT | Østrig AUT            | Østrig AUT |
| ---------- | --------------------- | ---------- |
| Nr.        | Rytter                | Placering  |
| 171        | Lukas Pöstlberger     | DNF-5      |
| 172        | Sebastian Schönberger | DNF-5      |
| 173        | Moran Vermeulen       | 72.        |
| 174        | Alexander Hajek       | 59.        |
| 175        | Marco Schrettl        | DNF-5      |
| 176        | Sebastian Putz        | DNF-5      |
| 177        | Philipp Hofbauer      | DNF-5      |

| Trinity Racing TRI | Trinity Racing TRI        | Trinity Racing TRI |
| ------------------ | ------------------------- | ------------------ |
| Nr.                | Rytter                    | Placering          |
| 181                | Finlay Pickering (GBR)    | 25.                |
| 182                | William Smith (GBR)       | DNF-5              |
| 183                | Fergus Browning (AUS)     | DNF-2              |
| 184                | Liam Johnston (AUS)       | DNF-5              |
| 185                | Adrien Boichis (FRA)      | DNF-5              |
| 186                | Camilo Andres Gomez (COL) | DNF-5              |
| 187                | Hugo Rodriguez (COL)      | 71.                |